# Pulau Gemantung
Pulau Gemantung is een bestuurslaag in het regentschap Ogan Komering Ilir van de provincie Zuid-Sumatra, Indonesië. Pulau Gemantung telt 1613 inwoners (volkstelling 2010).